# John Carl Buechler
John Carl Buechler (pronuncia-se Beekler; Belleville, 18 de junho de 1952 — Los Angeles, 18 de março de 2019) foi um especialista em maquiagem e efeitos especiais norte-americano, conhecido principalmente por seu trabalho em filmes de terror. Ele também tem créditos como diretor de cinema e televisão, roteirista, produtor cinematográfico e ator.

## Vida e carreira
Buechler nasceu em Belleville, Illinois. Começou a participar de filmes de terror em 1980 ao ser contratado como artista de "efeitos de prótese especiais" no longa-metragem Dr. Heckyl and Mr. Hype, estrelado por Oliver Reed. Destacou-se com seu trabalho de maquiagem de monstros em filmes como Re-Animator (1985), dirigido por Stuart Gordon, e Ghoulies (1985). Estreou como diretor em 1984 no filme coletivo The Dungeonmaster e, em 1986, dirigiu e forneceu os efeitos de criatura de Troll, comédia de terror que recebeu críticas amplamente negativas na época do lançamento, mas que desde então se tornou um clássico cult.
Durante quatro décadas, ele alternou entre direção, roteiro, trabalho de efeitos especiais e alguns papéis de atuação. Entre os outros filmes que dirigiu, estão Cellar Dweller (1987) e Friday the 13th Part VII: The New Blood (1988), no qual apresentou Kane Hodder como Jason Voorhees. Buechler fundou sua própria empresa, Mechanical Imageries, através da qual elaborou efeitos visuais para produções de ficção científica e fantasia. Seu trabalho de efeitos especiais também apareceu nas franquias A Nightmare on Elm Street e Halloween, bem como nos filmes The Garbage Pail Kids Movie (1987) e Indiana Jones and the Last Crusade (1989), dirigido por Steven Spielberg.

### Morte
Depois que Buechler foi diagnosticado com câncer de próstata em estágio IV, sua esposa criou uma página na plataforma de financiamento coletivo GoFundMe para ajudar a pagar as despesas médicas. Ele morreu em 18 de março de 2019, em Los Angeles, aos 66 anos.

## Filmografia

### Cinema

#### Efeitos especiais e maquiagem
| Ano  | Título                                        | Efeitos especiais | Maquiagem | Notas                        | Ref.          |
| ---- | --------------------------------------------- | ----------------- | --------- | ---------------------------- | ------------- |
| 1978 | Stingray                                      |                   | Sim       |                              | [ 6 ]         |
| 1980 | Dr. Heckyl and Mr. Hype                       | Sim               |           |                              | [ 7 ] [ 8 ]   |
| 1982 | Mutant                                        | Sim               | Sim       | tcc. Forbidden World         | [ 7 ] [ 8 ]   |
| 1982 | Sorceress                                     | Sim               |           |                              | [ 9 ] [ 10 ]  |
| 1983 | Mausoleum                                     |                   | Sim       |                              | [ 9 ] [ 10 ]  |
| 1983 | Love Letters                                  |                   | Sim       |                              | [ 9 ] [ 10 ]  |
| 1983 | The Prey                                      |                   | Sim       |                              | [ 9 ] [ 10 ]  |
| 1984 | Android                                       |                   | Sim       |                              | [ 9 ] [ 10 ]  |
| 1984 | El Cazador de la Muerte                       | Sim               |           | tcc. Deathstalker            | [ 6 ] [ 7 ]   |
| 1985 | Re-Animator                                   | Sim               | Sim       |                              | [ 6 ] [ 7 ]   |
| 1985 | The Dungeonmaster                             | Sim               | Sim       | Filme coletivo; tcc. Ragewar | [ 6 ] [ 7 ]   |
| 1985 | Ghoulies                                      | Sim               | Sim       |                              | [ 6 ] [ 10 ]  |
| 1985 | Hard Rock Zombies                             | Sim               | Sim       |                              | [ 6 ] [ 10 ]  |
| 1985 | Fright Show                                   |                   | Sim       | Filme coletivo               | [ 11 ] [ 12 ] |
| 1985 | Trancers                                      | Sim               | Sim       |                              | [ 8 ] [ 9 ]   |
| 1986 | Zone Troopers                                 | Sim               | Sim       |                              | [ 8 ] [ 9 ]   |
| 1986 | Crawlspace                                    | Sim               |           |                              | [ 8 ] [ 9 ]   |
| 1986 | From Beyond                                   | Sim               |           |                              | [ 8 ] [ 9 ]   |
| 1986 | Terrorvision                                  | Sim               | Sim       |                              | [ 6 ] [ 7 ]   |
| 1986 | Troll                                         | Sim               |           |                              | [ 6 ] [ 7 ]   |
| 1986 | Eliminators                                   | Sim               | Sim       |                              | [ 6 ] [ 8 ]   |
| 1987 | Dolls                                         | Sim               | Sim       |                              | [ 8 ] [ 9 ]   |
| 1987 | Slave Girls from Beyond Infinity              | Sim               |           |                              | [ 8 ] [ 9 ]   |
| 1987 | Ghoulies II                                   | Sim               | Sim       |                              | [ 7 ] [ 8 ]   |
| 1987 | Cellar Dweller                                | Sim               | Sim       |                              | [ 7 ] [ 8 ]   |
| 1987 | The Garbage Pail Kids Movie                   | Sim               | Sim       |                              | [ 8 ] [ 10 ]  |
| 1987 | The Caller                                    | Sim               |           |                              | [ 6 ] [ 7 ]   |
| 1988 | Halloween 4: The Return of Michael Myers      |                   | Sim       |                              | [ 6 ] [ 7 ]   |
| 1988 | A Nightmare on Elm Street 4: The Dream Master | Sim               |           |                              | [ 6 ] [ 7 ]   |
| 1988 | Spellcaster                                   | Sim               |           |                              | [ 6 ] [ 7 ]   |
| 1988 | The Laughing Dead                             |                   | Sim       |                              | [ 6 ] [ 7 ]   |
| 1988 | Ghost Town                                    | Sim               | Sim       | Supervisor                   | [ 6 ] [ 7 ]   |
| 1988 | Friday the 13th Part VII: The New Blood       |                   | Sim       |                              | [ 6 ] [ 7 ]   |
| 1988 | Prison                                        | Sim               | Sim       |                              | [ 8 ] [ 9 ]   |
| 1988 | Demonwarp                                     | Sim               |           |                              | [ 8 ] [ 9 ]   |
| 1989 | The Phantom of the Opera                      |                   | Sim       | Supervisor                   | [ 8 ] [ 9 ]   |
| 1989 | To Die For                                    | Sim               | Sim       |                              | [ 8 ] [ 9 ]   |
| 1990 | The Sleeping Car                              | Sim               |           |                              | [ 8 ] [ 9 ]   |
| 1990 | Robot Jox                                     |                   | Sim       |                              | [ 8 ] [ 9 ]   |
| 1991 | Arena                                         | Sim               |           |                              | [ 10 ]        |
| 1991 | Bride of Re-Animator                          | Sim               |           |                              | [ 6 ]         |
| 1991 | Son of Darkness: To Die For 2                 | Sim               |           |                              | [ 7 ] [ 8 ]   |
| 1992 | Red Rock West                                 | Sim               | Sim       |                              | [ 7 ] [ 8 ]   |
| 1992 | Demonic Toys                                  | Sim               |           |                              | [ 7 ] [ 8 ]   |
| 1992 | Seedpeople                                    | Sim               | Sim       |                              | [ 7 ] [ 10 ]  |
| 1992 | The Lawnmower Man                             |                   | Sim       |                              | [ 6 ] [ 9 ]   |
| 1993 | Carnosaur                                     | Sim               | Sim       |                              | [ 6 ] [ 9 ]   |
| 1993 | Necronomicon                                  | Sim               |           | Supervisor                   | [ 10 ]        |
| 1994 | Tammy and the T-Rex                           |                   | Sim       |                              | [ 10 ]        |
| 1994 | Carnosaur 2                                   | Sim               |           |                              | [ 8 ]         |
| 1994 | Project: Metalbeast                           | Sim               |           |                              | [ 8 ]         |
| 1994 | Dinosaur Island                               | Sim               |           |                              | [ 7 ]         |
| 1995 | The Fear                                      | Sim               |           |                              | [ 7 ]         |
| 1995 | Bikini Drive-In                               | Sim               |           |                              | [ 10 ]        |
| 1995 | Halloween: The Curse of Michael Myers         |                   | Sim       |                              | [ 7 ] [ 8 ]   |
| 1995 | Not of This Earth                             |                   | Sim       |                              | [ 7 ] [ 8 ]   |
| 1995 | Scanners: The Showdown                        | Sim               |           | Diretamente em vídeo         | [ 7 ] [ 8 ]   |
| 1996 | Freeway                                       | Sim               | Sim       |                              | [ 7 ] [ 8 ]   |
| 1996 | Carnosaur 3: Primal Species                   | Sim               |           |                              | [ 7 ] [ 8 ]   |
| 1996 | Alien Escape                                  |                   | Sim       |                              | [ 10 ]        |
| 1997 | Tarzan and the Fury of the Zadu               |                   | Sim       |                              | [ 7 ] [ 8 ]   |
| 1998 | Watchers Reborn                               | Sim               |           | tcc. Watchers IV             | [ 7 ] [ 8 ]   |
| 1999 | Four Dogs Playing Poker                       | Sim               |           |                              | [ 7 ] [ 8 ]   |
| 2001 | Blood Surf                                    | Sim               |           | tcc. Krocodylus              | [ 7 ] [ 8 ]   |
| 2003 | Mummy's Kiss                                  | Sim               |           |                              | [ 7 ] [ 8 ]   |
| 2003 | Deep Freeze                                   | Sim               |           | tcc. Ice Crawlers            | [ 7 ] [ 8 ]   |
| 2004 | Countess Dracula's Orgy of Blood              | Sim               |           |                              | [ 13 ]        |
| 2004 | Vampires: Out For Blood                       |                   | Sim       |                              | [ 10 ]        |
| 2004 | Dr. Moreau's House of Pain                    |                   | Sim       |                              | [ 10 ]        |
| 2005 | The Gingerdead Man                            | Sim               |           |                              | [ 10 ]        |
| 2006 | The Mummy's Kiss: Second Dynasty              | Sim               |           |                              | [ 8 ] [ 7 ]   |
| 2006 | Hatchet                                       |                   | Sim       |                              | [ 8 ] [ 7 ]   |
| 2008 | Blood Scarab                                  |                   | Sim       |                              | [ 8 ] [ 7 ]   |
| 2008 | Gingerdead Man 2: Passion of the Crust        | Sim               |           |                              | [ 8 ] [ 7 ]   |
| 2013 | Trancers: City of Lost Angels                 | Sim               |           |                              | [ 8 ] [ 7 ]   |
| 2018 | Deadly Dolls: Deepest Cuts                    | Sim               |           |                              | [ 13 ]        |

#### Outros créditos
| Ano  | Título                                      | Diretor | Roteirista | Ator | Papel                | Notas                                 | Ref.          |
| ---- | ------------------------------------------- | ------- | ---------- | ---- | -------------------- | ------------------------------------- | ------------- |
| 1978 | Stingray                                    |         |            | Sim  | O flamer             |                                       | [ 6 ] [ 9 ]   |
| 1985 | The Dungeonmaster                           | Sim     | Sim        | Sim  | Ratspit              | Segmento: "Demons of the Dead"        | [ 6 ] [ 9 ]   |
| 1985 | Fright Show                                 |         |            | Sim  |                      | Segmento: "The Thing in the Basement" | [ 12 ]        |
| 1985 | Hard Rock Zombies                           | Sim     |            |      |                      | Segunda unidade                       | [ 10 ] [ 11 ] |
| 1986 | Troll                                       | Sim     | Sim        | Sim  | Feiticeiro           | Não creditado como ator               | [ 10 ] [ 11 ] |
| 1987 | Cellar Dweller                              | Sim     |            |      |                      |                                       | [ 7 ]         |
| 1988 | Friday the 13th Part VII: The New Blood     | Sim     |            |      |                      |                                       | [ 6 ]         |
| 1988 | Demonwarp                                   |         | Sim        |      |                      |                                       | [ 14 ]        |
| 1990 | The Sleeping Car                            |         |            | Sim  | Sr. Erickson         |                                       | [ 8 ]         |
| 1991 | Ghoulies 3: Ghoulies Go to College          | Sim     |            |      |                      |                                       | [ 8 ]         |
| 1991 | Dawn Hunter                                 | Sim     |            |      |                      |                                       | [ 7 ]         |
| 1992 | Seedpeople                                  |         |            |      |                      | Diretor de fotografia                 | [ 15 ]        |
| 1995 | Scanners: The Showdown                      |         |            |      |                      | Efeitos sonoros                       | [ 7 ] [ 8 ]   |
| 1995 | Not of This Earth                           |         |            | Sim  | O Outro              |                                       | [ 7 ] [ 8 ]   |
| 1998 | Watchers Reborn                             | Sim     |            |      |                      |                                       | [ 7 ] [ 8 ]   |
| 2002 | A Light in the Forest                       | Sim     | Sim        |      |                      |                                       | [ 7 ] [ 8 ]   |
| 2002 | Curse of the Forty Niner                    | Sim     |            |      |                      |                                       | [ 7 ] [ 8 ]   |
| 2003 | Deep Freeze                                 | Sim     |            |      |                      | Produtor                              | [ 7 ] [ 8 ]   |
| 2003 | Miner's Massacre                            | Sim     |            |      |                      |                                       | [ 7 ] [ 8 ]   |
| 2004 | Grandpa's Place                             | Sim     |            |      |                      |                                       | [ 16 ]        |
| 2006 | Evil Bong                                   |         |            | Sim  | O marionetista       |                                       | [ 11 ]        |
| 2006 | Hatchet                                     |         |            | Sim  | Jack Cracker         |                                       | [ 7 ]         |
| 2006 | The Strange Case of Dr. Jekyll and Mr. Hyde | Sim     | Sim        |      |                      |                                       | [ 8 ]         |
| 2008 | Gingerdead Man 2: Passion of the Crust      |         |            | Sim  | Orson Biggs          |                                       | [ 17 ]        |
| 2008 | HellBilly 58                                |         |            | Sim  |                      | Elenco principal                      | [ 18 ]        |
| 2010 | Hatchet II                                  |         |            | Sim  | Jack Cracker         |                                       | [ 11 ]        |
| 2010 | Hallow Pointe                               |         |            | Sim  | Lazlo                | Produtor criativo                     | [ 12 ]        |
| 2011 | Gingerdead Man 3: Saturday Night Cleaver    |         |            | Sim  | Gingerdead Man       |                                       | [ 17 ]        |
| 2014 | Catch of the Day                            |         |            | Sim  | Det. Martin Spangler |                                       | [ 15 ]        |
| 2017 | Troll: The Rise of Harry Potter, Jr.        |         |            |      |                      | Produtor                              | [ 11 ]        |
| 2017 | Dark Star Hollow                            | Sim     |            |      |                      |                                       | [ 19 ]        |
| 2019 | Wizardream                                  | Sim     | Sim        |      |                      |                                       | [ 19 ]        |
| 2019 | Hidden Valley the Awakening                 | Sim     |            |      |                      |                                       | [ 19 ]        |
| 2019 | Beneath the Black Veil                      |         |            | Sim  | Sr. Jensen           |                                       | [ 12 ]        |

### Televisão
| Ano  | Título           | Efeitos visuais | Maquiagem | Diretor | Roteirista | Notas     | Ref.   |
| ---- | ---------------- | --------------- | --------- | ------- | ---------- | --------- | ------ |
| 1991 | Land of the Lost |                 |           | Sim     |            | Série     | [ 17 ] |
| 1995 | Piranha          | Sim             | Sim       |         |            | Telefilme | [ 14 ] |
| 2001 | After the Storm  |                 | Sim       |         |            | Telefilme | [ 7 ]  |
| 2006 | The Eden Formula |                 |           | Sim     | Sim        | Telefilme | [ 15 ] |
| 2006 | Saurian          |                 |           | Sim     | Sim        | Telefilme | [ 19 ] |

### Presença em documentários
| Ano  | Título                                                         | Notas                          | Ref.   |
| ---- | -------------------------------------------------------------- | ------------------------------ | ------ |
| 1983 | The Horror of It All                                           |                                | [ 10 ] |
| 1986 | Fangoria's Weekend of Horrors                                  |                                | [ 7 ]  |
| 2004 | Secrets Galore Behind the Gore                                 | Documentário de curta-metragem | [ 12 ] |
| 2009 | His Name Was Jason: 30 Years of Friday the 13th                | Teledocumentário               | [ 11 ] |
| 2010 | Never Sleep Again: The Elm Street Legacy                       |                                | [ 10 ] |
| 2012 | Slice and Dice: The Slasher Film Forever                       |                                | [ 11 ] |
| 2013 | Crystal Lake Memories: The Complete History of Friday the 13th |                                | [ 19 ] |
| 2017 | To Hell and Back: The Kane Hodder Story                        |                                | [ 13 ] |